# Max Ainmiller
Max Emanuel Ainmiller (ur. 14 lutego 1807 w Monachium, zm. 8 grudnia 1870 tamże) – niemiecki witrażysta i malarz.

## Życiorys
Max Ainmiller był synem aktuariusza Lorenza Josefa Ainmillera i Kathariny z domu Humel. Studiował architekturę i średniowieczną ornamentykę na Akademii Sztuk Pięknych w Monachium. Po studiach rozpoczął pracę jako projektant ornamentów w fabryce porcelany w Nymphenburgu. Tworzył witraże – wykonywał prawie wszystkie prace związane z witrażami, zwłaszcza ramy i ornamenty, ale projekty postaci historycznych tworzyli dla nie go m.in.: Moritz von Schwind, Wilhelm von Kaulbach, Johann Friedrich Overbeck, a także syn Ainmillera – Heinrich. Stosował eksperymentalne metody barwienia szkła uzyskując nawet 40 odcieni, w przeciwieństwie do kilku możliwych do uzyskania w średniowieczu. „Wskrzesił pozostające w długim uśpieniu malarstwo na szkle”. Oprócz witraży Ainmiller namalował niewielką liczbę obrazów, lecz na tyle znaczących, że uznano go za jednego z czołowych przedstawicieli monachijskiego malarstwa architektonicznego.

## Wybrane dzieła
W latach 1828–1833 na zlecenie króla Ludwika I wykonał trzy witraże w ratyzbońskiej katedrze. W latach 1834–1843 wykonał 19 witraży dla kościoła Mariahilfkirche w Monachium – wszystkie uległy zniszczeniu. W latach 1844–1848 kierował pracami przy pięciu witrażach w kolońskiej katedrze (tzw. okna bawarskie) oraz w 1845 przy tzw. „oknie Görresa”; 1850 witraż „Ukamienowanie św. Szczepana” w Peterhouse, kolegium Uniwersytetu Cambridge; witraż w katedrze w Spirze; wspólnie z Heinrichem von Heß witraż we wschodnim oknie soboru św. Izaaka w Petersburgu;. Namalował m.in. serię obrazów z opactwa westminsterskiego: w 1849 „prezbiterium”; w 1844 „Zakątek poetów z pomnikiem Szekspira”; w 1851 „prezbiterium z grobem Edwarda Wyznawcy”; w 1958 „Wnętrze”. Ponadto „Wnętrze włoskiego kościoła” (1855) i inne.

## Upamiętnienie
W 1871 Johann von Halbig wykonał rzeźbę Maxa Ainmillera, która stanęła na Starym Cmentarzu Południowym w Monachium, gdzie Ainmiller został pochowany.
W 1888 w jedną z monachijskich ulic nazwano Ainmillerstrasse.